# Bajmok
Bajmok (en serbe cyrillique : Бајмок ; en hongrois : Bajmok) est une localité de Serbie située dans la province autonome de Voïvodine et sur le territoire de la Ville de Subotica, district de Bačka septentrionale. Au recensement de 2011, elle comptait 7 359 habitants.
Bajmok est officiellement classé parmi les villages de Serbie.

## Démographie

### Évolution historique de la population
| 1948   | 1953   | 1961   | 1971   | 1981  | 1991  | 2002  | 2011  |
| ------ | ------ | ------ | ------ | ----- | ----- | ----- | ----- |
| 11 188 | 10 829 | 11 117 | 10 307 | 9 586 | 8 620 | 8 586 | 7 359 |

|  |

## Économie
La société Ravnica, qui travaille dans le secteur agroalimentaire, a son siège à Bajmok ; elle dispose de 5 500 ha de terres arables le long de la frontière avec la Hongrie sur lesquelles sont cultivés du blé, du maïs, du tournesol, du soja, de la betterave sucrière ou encore du colza ; elle dispose également de silos d'une capacité de 20 000 t pour le stockage et le séchage. Parallèlement Ravnica élève du bétail et fournit chaque année 20 000 porcs et bovins. La société emploie 142 personnes.